# Degeeriopsis xanthogastra
Degeeriopsis xanthogastra är en tvåvingeart som beskrevs av Louis-Paul Mesnil 1953. Degeeriopsis xanthogastra ingår i släktet Degeeriopsis och familjen parasitflugor.
Artens utbredningsområde är Myanmar. Inga underarter finns listade i Catalogue of Life.